# 狼少女和黑王子
《狼少女和黑王子》是八田鮎子的作品。該系列從（公佈6月13日）2011年7月在集英社「別冊Margaret」中開始連載。圖書銷售總數突破240萬本。在第6卷單行本時，分別出有廣播劇CD同梱版和普通版本。電視動畫製作消息於2014年4月公佈，2014年10月起由TOKYO MX等日本電視台播出電視動畫。真人電影版於2016年5月28日在日本上映。

## 內容介紹
十六年來不曾交過男朋友的高一女生篠原繪里香，為了順利結交朋友度過美好的高中生活，而吹噓自己跟男友的戀愛故事。正當繪里香覺得謊言快要被識破的時候，在街頭偶然偷拍到一個美型男生 ，並把這張照片的男生當成是與自己熱戀中的男友向同學炫耀。沒想到對方竟然是同校被人稱為「王子」的佐田恭也！繪里香情急之下告知恭也真相，並請求恭也假扮自己的男友。豈料這位「王子」看似溫柔體貼的外表下，卻隱藏著腹黑及虐待狂的一面，雖然在人前是稱職的男友，但在人後則把繪里香當成自己的「狗」，奈何為了不被恭也揭穿謊言，繪里香亦只好對恭也唯命是從。但面對恭也時而表露的溫柔，繪里香也漸漸產生出好感……

## 登場人物
佐田恭也（Kyōya Sata）
配音：櫻井孝宏、早水理沙（幼年）（日本）；李凱傑、詹健兒（幼年）（香港）
生日：7月4日（巨蟹座，16歲）　身高：　體重：　血型：A型
本作男主角。東京都出身。年幼時以消極的心態接受了父母分居的現實，自此便變得不信任愛情。父親為了生計而長年在國外工作，與搬往神戶居住的母親及姊姊亦甚少見面。喜歡小動物，尤其是狗，因為牠們只會等待主人指示，不會變通。擅長管教犬隻。興趣是電影鑑賞。喜愛Vivienne Westwood品牌的服飾。十分討厭甜食。
1年8班 → 2年4班 → 3年2班。憑著出眾的外表和充滿親和力的笑容，在校內被人稱呼為「王子」，是許多女生趨之若鶩的理想交往對象，但實際上只是個徒有外表的腹黑抖S。在別人面前裝模作樣，保持一貫王子形象，只會在繪里香・亜由美・健・神谷・手塚・麻鈴等人面前顯露本性。
最初一時興之所致，抓住繪里香的把柄要脅對方成為自己的「狗」，作為假扮男友的交換條件。卻在日常相處中漸漸產生好感而不自知，直到後來不得不面對內心的季動時才驚覺那是愛情。與繪里香正式交往初時，對於普通情侶間的所謂「男朋友的義務」完全無法理解，因此經常與繪里香意見不合而發生磨擦，所幸二人往往在爭吵過後，亦願意嘗試互相理解，並會考慮到對方感受而稍稍作出讓步。雖然無法直白地說出『我愛妳』，但會以其他方式把情感表達出來，從某方面來說是個傲嬌。
曾在與繪理香的父親談話間，說出「繪理香對我來說是非常重要的存在」，原本因繪理香要到京都學習玻璃工藝而提出「分手」，但在聽完亞由美說的話以後，轉而支持繪理香。 高中畢業七年後，已和繪理香結婚並育有一女。
篠原繪里香（Erika Shinohara）
配音：伊藤加奈惠（日本）；凌晞（香港）
生日：6月23日（巨蟹座，16歲）　身高：　體重：約　血型：A型
本作女主角。1年2班 → 2年4班 → 3年2班。為了跟上高中的朋友有相同的話題，一直謊稱自己有男朋友及豐富的戀愛史。但有天被懷疑，所以就在路上拍了一個人的照片，恰巧那個人是同校的佐田恭也，所以跟恭也開始假冒情侶。為了不被恭也揭穿謊言，繪里香對恭也唯命是從，雖然一開始很討厭恭也把她當作寵物狗（喚作「波奇」）來看待，但是恭也時而表露的溫柔，令繪里香漸漸產生好感。被認為是嚴重被虐狂。後與恭也順利交往。
三年級時為高中畢業後的出路煩惱，之後對玻璃工藝產生興趣，由於母親的堅持，必須到京都南工藝大學學習，後在恭也支持下前往京都。   高中畢業七年後，和恭也結婚並育有一女。
三田亞由美（Ayumi Sanda）
配音：茅野愛衣（日本）；黃淑芬（香港）
1年8班（班長） → 2年4班 → 3年2班。生日1月28日，暱稱：「阿三」。與繪里香在國三時認識，現已成為繪里香最好的朋友。有兩個弟弟。沒有加入任何社團活動，每天都會努力在超級市場兼職。個性較繪里香冷靜﹑理性，對週遭一視同仁。中學時期留著長髮。雖知神谷望對自己抱有好感，但選擇無視對方。由於小時候的住院經歷，因此決定高中畢業後報讀護士學校，並在58話以護士的樣子出現。
日比谷健（Takeru Hibiya）
配音：細谷佳正（日本）；劉奕希（香港）
恭也初中時的朋友，高中就讀男校。擁有六塊腹肌。非常開朗熱情又有活力，很容易就能跟人打成一片。是極少數能跟恭也有說有笑的朋友。曾為了讓恭也與繪里香交往，所以在動畫第4集時說出喜歡繪里香的事情（其實是騙人的），不過一眼就被恭也看穿了。為了繼承父母的咖啡店，打算畢業後學習會計，而不選擇升讀大學。
立花麻鈴（Marin Tachibana）
配音：伊瀨茉莉也（日本）；魏惠娥（香港）
繪里香的朋友，跟繪里香和手塚在高中的三年都剛好同班，1年2班 → 2年4班 → 3年2班。與手塚同樣有個穩定交往中的男朋友，而且經常跟手塚互相炫耀。個性開朗有活力，但有時會鬧過頭。喜歡在教室裡吃零食。平時稱呼恭也為「佐田仔」。高中畢業後打算入讀髮型和化妝的專門學校。
手塚愛姬（Aki Tezuka）
配音：小松未可子（日本）；黃昕瑜（香港）
繪里香的朋友，跟繪里香和麻鈴在高中的三年都剛好同班，1年2班 → 2年4班 → 3年2班。有個比自己年長的男友－村井肇，為了配合對方，正努力成為成熟得體的女性。期後更深受對方影響而決定高中畢業後朝著室內設計師的方向發展事業。素顏被麻鈴說像木芥子。
神谷望（Nozomi Kamiya）
配音：松岡禎丞（日本）；李致林（香港）
2年4班 → 3年2班，是繪里香和恭也念高二及高三時的同班同學。喜歡招蜂引蝶，新學期第一天就記住全班女生的名字。高二時的座位在繪里香旁邊，兩人認識還不到一小時就主動問繪里香要電話號碼，還自信滿滿地提出各種邀約。最討厭被女生控制，認為女生玩玩就好，倘若跟一個女生建立關係，就只會被對方的佔有欲和理所當然地定下的規矩所束縛住，後來反被恭也的說話所點醒，自此便沒再跟女生發展曖昧不清的關係。現為恭也的朋友，與繪里香關係友好，跟恭也的中學好友日比谷健亦相處融洽。對三田亞由美抱持好感，更經常有意無意地製造各種相處機會，可惜總被無視。夢想成為一名記者，因此畢業後選擇升讀大學繼續深造。
木村良人（Yoshito Kimura）
配音：島崎信長（日本）；陳灝瑋（香港）
1年7班的學生，繪里香被恭也的崇拜者找碴時出面幫忙。自己的女朋友曾被恭也搶走，然而聽到恭也交女朋友時，以此為藉機救助繪里香，並且和她假裝交往，搶走恭也的女朋友為他的復仇計畫，但是知道繪里香並不是恭也的女朋友之後，立刻跟她分手，並說出真相，傷透繪里香的心，剛好恭也就在旁邊聽到木村和繪里香的對話，覺得自己的狗受到別人的傷害而出手揍了木村。
日下部憂（Yu Kusakabe）
配音：村瀨步（日本）；鍾見麟（香港）
1年2班，是繪里香高中一年級時的同班同學，曾被恭也嘲笑為「芽菜」。存在感薄弱。習慣動不動就向人道歉。由於經常被人說長得像女生，加上不夠健壯的身型，而令他十分自卑，因此習慣以細長的劉海遮蓋著眼睛。但繪里香卻認為他長相漂亮，還帶有一種治癒的感覺，更提議他嘗試塗髮蠟或者修劉海。因曾受繪里香幫助而開始喜歡她。雖然和繪里香告白後被婉拒，不過仍然慶幸自己能喜歡上對方，更囑咐恭也今後要好好珍惜繪里香。
之後對枝野菜月產生好感，透過恭也的幫助成功告白，和菜月成為情侶。
佐田香（Reika Sata）
配音：中原麻衣（日本）；成瑤孆（香港）
恭也的姊姊。剛滿21歲的大學生。食量驚人，卻意外地十分纖瘦。棕紅色及肩短髮，水藍色眼眸，亮麗的外表下有著極度抖S的性格，甚至比恭也更為腹黑。個性非常強勢，最討厭輕浮男人的兜搭，每每遇上都會毫不客氣地嘲諷對方一番。自小就十分霸道，在恭也的再三忍讓下更是達到狂妄專橫的地步，只要感覺到對方稍有不敬就會直接賞他一耳光，更曾經將恭也的衣服剪得稀巴爛。似乎對恭也留下過童年陰影。
現時與母親一同在神戶生活，每年只會回來東京一到兩次。於繪里香升上高中二年級的那年夏天前去東京，並與繪里香首首次相遇。欣賞繪里香的毅力及膽色。
佐田瞳
配音：久川綾（日本）；梁少霞（香港）
恭也的母親，以「阿恭」稱呼對方。短髮，外表優雅。跟工作狂的丈夫已分居多年，目前與怜香一同在神戶生活。直覺認為恭也之所以會不相信愛情都是自己一手造成，為此一直耿耿於懷。平時甚少打扮化妝，卻為了給恭也的女朋友留下好印象而專誠休假，並大清早到美容院裝身。
深見玲奈
繪里香的表妹。初登場時為初中生，對擔任自己家庭教師的恭也產生好感，向對方告白但遭到拒絕。數個月後，考上了繪里香他們就讀的高中。從小就夢想成為寵物美容師，打算畢業後就去當學徒，目標是開設一間屬於自己的店舖。
藤川敦
麻鈴的男友，打扮時尚的高中生，但似乎不同校。
村井肇（Murai Hajime）
手塚的男友。在一間有名的流動應用程式公司工作。在手塚高中三年級時，由於工作關係而要遠赴歐洲，縱使心中希望手塚能夠同行，但亦明白對方亦有著自己的生活和顧累，不能因為自己的任性而剝奪了別人的人生，因此兩人經過溝通後，本來打算隨著夏季的終結，同時正式結束兩人長達三年的感情。可幸在恭也的一番開解下想通。
枝野菜月
日下部憂結束和繪里香的短暫戀情後，開始留意的女生。
為人處事頗受歡迎，有位名為真猿的前男友。之後對日下部憂產生好感，接受他的告白正式交往。
北村先生
配音：浅沼晋太郎（日本）；梁偉德（香港）
戴眼鏡。是繪里香高二（2年4班）和高三（3年2班）的班主任。

## 出版書籍

### 單行本
| 卷數 | 集英社         | 集英社                                                    | 長鴻出版社     | 長鴻出版社             |
| 卷數 | 發售日期       | ISBN                                                      | 發售日期       | EAN / ISBN             |
| ---- | -------------- | --------------------------------------------------------- | -------------- | ---------------------- |
| 1    | 2011年10月25日 | ISBN 978-4-08-846715-3                                    | 2012年10月5日  | EAN 471-5409-85365-7   |
| 2    | 2012年1月25日  | ISBN 978-4-08-846742-9                                    | 2012年12月7日  | EAN 471-5409-85420-3   |
| 3    | 2012年4月25日  | ISBN 978-4-08-846768-9                                    | 2013年1月18日  | EAN 471-5409-85483-8   |
| 4    | 2012年8月24日  | ISBN 978-4-08-846819-8                                    | 2013年7月20日  | EAN 471-5409-85910-9   |
| 5    | 2012年12月25日 | ISBN 978-4-08-846870-9                                    | 2013年8月6日   | EAN 471-5409-85952-9   |
| 6    | 2013年5月24日  | ISBN 978-4-08-845046-9 ISBN 978-4-08-908183-9（特裝版）   | 2013年11月28日 | EAN 471-5409-86087-7   |
| 7    | 2013年9月25日  | ISBN 978-4-08-845101-5                                    | 2014年3月22日  | EAN 471-5409-86323-6   |
| 8    | 2013年12月25日 | ISBN 978-4-08-845145-9                                    | 2014年3月29日  | EAN 471-5409-86446-2   |
| 9    | 2014年4月11日  | ISBN 978-4-08-845190-9                                    | 2014年8月14日  | ISBN 978-957-516-454-6 |
| 10   | 2014年9月25日  | ISBN 978-4-08-845266-1 ISBN 978-4-08-908228-7（CD同梱版） | 2015年2月10日  | ISBN 978-957-516-590-1 |
| 11   | 2014年11月25日 | ISBN 978-4-08-845301-9                                    | 2015年7月29日  | ISBN 978-957-516-804-9 |
| 12   | 2015年4月24日  | ISBN 978-4-08-845381-1 ISBN 978-4-08-908237-9（CD同梱版） | 2016年1月21日  | ISBN 978-957-516-934-3 |
| 13   | 2015年8月25日  | ISBN 978-4-08-845431-3                                    | 2016年8月11日  | ISBN 978-986-474-110-6 |
| 14   | 2015年11月25日 | ISBN 978-4-08-845483-2                                    | 2017年2月7日   | ISBN 978-986-474-253-0 |
| 15   | 2016年4月25日  | ISBN 978-4-08-845540-2                                    | 2017年7月26日  | ISBN 978-986-474-443-5 |
| 16   | 2016年5月25日  | ISBN 978-4-08-845577-8                                    | 2017年10月26日 | ISBN 978-986-474-542-5 |

- 日版第六集有分特裝版及普通版，特裝版附贈內容為廣播劇CD。

### 小說
- 原作：八田鮎子、著者： 集英社〈Cobalt文庫〉

| 集數 | 集英社       | 集英社                 |
| 集數 | 發售日期     | ISBN                   |
| ---- | ------------ | ---------------------- |
| 全   | 2013年6月1日 | ISBN 978-4-08-601734-3 |

## 電視動畫
2014年10月播出。

### 製作人員
- 原作：八田鮎子
- 導演：笠井賢一
- 系列構成：平林佐和子
- 角色設計：藤岡真紀
- 總作畫監督：藤岡真紀、安岡京弘
- 美術監督：飯島壽治
- 美術設定：松本吉勝
- 色彩設計：川上善美
- 攝影監督：加藤伸也
- 剪接編輯：近藤勇二
- 音響監督：本山哲
- 音樂：坂部剛
- 製作人：奈良駿介、興野裕之、菊川雄士、北田修一、木村文彥、小俣明德
- 執行製片人：漆山淳
- 動畫製作：TYO Animations
- 製作：「狼少女和黑王子」製作委員会

### 主題曲
片頭曲「LOVE GOOD TIME」
作詞、作曲：Misaki，主唱、編曲：SpecialThanks
片尾曲「狼少女的心」
作詞：，作曲：小島英也，主唱、編曲：

### 各話列表
| 話數             | 日文標題 | 中文標題              | 香港標題                 | 劇本       | 分鏡     | 演出            | 作畫監督 |
| ---------------- | -------- | --------------------- | ------------------------ | ---------- | -------- | --------------- | --- |
| 第一話           |          | 自作自受 -騙子-       | 作繭自縛                 | 平林佐和子 | 笠井賢一 | 筑紫大介        | 大森理惠、Park Gi-duck                                                                                             |
| 第二話           |          | 輕舉妄動 -初戀-       | 輕舉妄動 First love      | 香村純子   | 於地紘仁 | 川西泰二        | 渡邊真由美、大川美穗子 今野幸一、吉田肇                                                                            |
| 第三話           |          | 急轉直下 -倒下-       | 急轉直下 Fall in         | 平林佐和子 | 中山洋   | 駒屋健一郎      | 古賀誠、小野廣美 齊藤良成、相坂直紀 坪田慎太郎                                                                     |
| 第四話           |          | 日夜煩悶 -愛情攻勢-   | 日思夜想 Love attack     | 平林佐和子 | 片貝慎   | 片貝慎          | 野田智弘、Park Gi-duck                                                                                             |
| 第五話           |          | 堅不可摧 -聖誕夜-     | 久攻不下 - Christmas eve | 關根亞由實 | 木宮茂   | 木宮茂          | 川口弘明、菅野直之                                                                                                 |
| 第六話           |          | 臨戰態勢 -情人節-     | 如箭在弦 - 情人節        | 香村純子   | 佐山聖子 | 藤本義孝        | 渡邊真由美、萩原祥子 吉田肇                                                                                        |
| 第七話           |          | 落花流水 -白色情人節- | 落花流水 White day       | 平林佐和子 | 筑紫大介 | 佐佐木純人      | 野口智弘、Seo Sun-yeong                                                                                            |
| 第八話           |          | 二律背反 -春天風暴-   | 自相矛盾 Spring storm    | 香村純子   | 岩崎光洋 | 宮澤良太        | Park Hye-ran Hong Seok-pyo Park Gi-duck、Lee Bu-hui                                                                |
| 第九話           |          | 花招 -覺醒-           | 花言巧語 Wake up         | 香村純子   | 片貝慎   | 片貝慎          | 手島典子、野田智弘                                                                                                 |
| 第十話           |          | 徒勞無功 -生日快樂-   | 徒勞無功 Happy Birthday  | 關根亞由實 | 杉島邦久 | 川西泰二        | 野田智弘、川口弘明 Swo Sun-young、大森理惠                                                                         |
| 第十一話         |          | 一觸即發 -評判-       | 一觸即發 Judgement       | 平林佐和子 | 佐山聖子 | 佐佐木純人      | 渡邊真由美、萩原祥子 野田智弘、大森理惠 荒木彌緒                                                                   |
| 第十二話         |          | 愛屋及烏 -我愛你-     | 愛屋及烏 I love you      | 平林佐和子 | 平牧大輔 | 片貝慎 有江勇樹 | 藤岡真紀、安田京弘 手島典子、野田智弘 渡邊真由美、萩原祥子 吉田肇、大森理惠 Seo Sun-yeong Lee Seok-in Park Hye-ran |
| 第十三話 （OAD） |          | 疑心生暗鬼 -意外之吻- |                          | 關根亞由實 | 佐山聖子 | 片貝慎          | 藤岡真紀、安田京弘 手島典子、野田智弘 渡邊真由美、萩原祥子 荒木彌緒                                                |

### 播放電視台

#### 日本国内
日本深夜動畫：下文記載的日本国内播放時間使用日本標準時間（UTC+9）表示。因為部分時間标识會採用30小时制，因此請留意这类超过24:00的时间，其實際播放時間為翌日清晨。
| 播放地區   | 播放電視台 | 播放日期                | 播放時間（UTC+9）         | 所屬聯播網 | 備註           |
| ---------- | ---------- | ----------------------- | ------------------------- | ---------- | -------------- |
| 東京都     | TOKYO MX   | 2014年10月5日－12月21日 | 星期日 22時00分－22時27分 | 獨立UHF局  |                |
| 近畿廣域圈 | 讀賣電視台 | 2014年10月6日－12月22日 | 星期一 25時59分－26時29分 | 日本電視網 | 「MANPA」第1部 |
| 中京廣域圈 | 中京電視台 | 2014年10月6日－12月22日 | 星期一 26時22分－26時52分 | 日本電視網 |                |
| 日本全國   | BS11       | 2014年10月6日－12月22日 | 星期一 27時00分－27時30分 | 衛星電視   | 「ANIME+」節目 |
| 日本全國   | AT-X       | 2014年10月7日－12月23日 | 星期二 20時00分－20時30分 | 衛星電視   | 有重播         |

#### 日本国外
台湾
由緯來日本台，于2015年7月6日－7月15日的20:00－21:00播出，7月13日起调整为20:30－21:00。
香港
由J2，于2015年11月29日－2016年3月6日的24:05－24:35播出，中途有部分停播或延迟播出。

### 藍光／DVD
| 卷數 | 發售日         | 收錄話         | 規格編號   | 規格編號   |
| 卷數 | 發售日         | 收錄話         | 藍光初回版 | DVD初回版  |
| ---- | -------------- | -------------- | ---------- | ---------- |
| 1    | 2014年12月24日 | 第1話－第2話   | VPXY-71355 | VPBY-14361 |
| 2    | 2015年1月21日  | 第3話－第4話   | VPXY-71356 | VPBY-14362 |
| 3    | 2015年2月25日  | 第5話－第6話   | VPXY-71357 | VPBY-14363 |
| 4    | 2015年3月25日  | 第7話－第8話   | VPXY-71358 | VPBY-14364 |
| 5    | 2015年4月22日  | 第9話－第10話  | VPXY-71359 | VPBY-14365 |
| 6    | 2015年5月20日  | 第11話－第12話 | VPXY-71360 | VPBY-14366 |

## 真人版電影
《狼少女與黑王子》改編真人電影由二階堂富美及山崎賢人主演，於2016年5月28日在日本上映。

### 製作人員
- 原作：八田鮎子《狼少女與黑王子》（集英社《別冊Margaret》連載）
- 監督：廣木隆一
- 發行：華納兄弟
- 製片公司：Plus D
- 製作：電影「狼少女和黑王子」製作委員會

### 演員
- 篠原繪里香：二階堂富美
- 佐田恭也：山崎賢人
- 三田亞由美：門脇麥
- 日比谷健：橫濱流星
- 神谷望：鈴木伸之
- 手塚愛姬：池田依來沙
- 立花麻鈴：玉城Tina
- 日下部憂：吉澤亮
- 佐田怜香：菜菜緒

## 外部連結
- （日語）別冊Margaret連載作品介紹 － 狼少女與黑王子 （页面存档备份，存于）
- （日語）電視動畫「狼少女與黑王子」官方網頁 （页面存档备份，存于）
- （日語）電視動畫「狼少女與黑王子」的X（前Twitter）
- （日語）電視動畫「狼少女與黑王子」AT-X官方網頁 （页面存档备份，存于）
- （日語）電視動畫「狼少女與黑王子」TOKYO MX官方網頁 （页面存档备份，存于）
- （日語）電視動畫「狼少女與黑王子」讀賣電視台官方網頁 （页面存档备份，存于）
- （繁體中文）電視動畫「狼少女和黑王子」緯來日本台官方網頁 （页面存档备份，存于）
- （繁體中文）電視動畫「狼少女和黑王子」TVB官方網頁 （页面存档备份，存于）
- （日語）電影「狼少女與黑王子」官方網頁 （页面存档备份，存于）
- （日語）電影「狼少女與黑王子」的X（前Twitter）